# Barajul Mesteacănul
Barajul Mesteacănul este un baraj executat pe râul Olt, în amonte de localitatea Bălan, județul Harghita, pentru alimentarea cu apă a localității și a unităților miniere. Barajul a fost construit în 1966. Lacul de acumulare Mesteacănul are un volum util de 0,858 milioane metri cubi